# Janez Krmelj
Janez Krmelj (rojen 1955) je slovenski katoliški duhovnik in misijonar, ki že več kot 35 let deluje na Madagaskarju. Rojen je bil v občini Polhov Gradec, po zaključku veterinarske tehniške šole je študiral teologijo v Ljubljani, kjer je bil leta 1984 posvečen v duhovnika. Najprej je služboval kot kaplan v Kamniku in Kranju.
Na Madagaskarju deluje kot misijonar od leta 1988. Začel je na jugovzhodnem delu otoka, pri slovenskem misijonarju Jankotu Slabetu v župniji Matanga. Nadaljeval je v župnijah Midongy in Ranomena. Med leti 2005 in 2008 pa je s pomočjo Pedra Opeke in združenja Akamasoa ustanovil misijon Ampitafa, ki pokriva več kot 70.000 prebivalcev plemena Antešakov iz petih občin, kjer so življenjske razmere zelo zahtevne. Poleg revščine in lakote, te kraje pestijo še močni cikloni in velika stopnja kriminala.
Misijon Ampitafa ima cerkev, bolnišnico, porodnišnico in šolo z vrtcem ter licejem, s čimer ponuja celostno pomoč skupnosti tako na duhovnem kot socialnem in izobraževalnem področju. Krmelj skrbi tudi za infrastrukturo kot so ceste, in pomaga lokalnim prebivalcem doseči dostojno življenje kljub težkim pogojem.
Krmelj pogosto poudarja, da je ključnega pomena, da ljudje v stiski niso zavrnjeni, ampak sprejeti in da misijonsko delo združuje versko in socialno pomoč. Med delom tesno sodeluje tudi z drugim znanim slovenskimi misijonarjem Pedrom Opeko.
Njegovo delo je rezultat trdega dela, zavezništva z lokalnim prebivalstvom in podpore dobrih ljudi iz Slovenije, ki pomagajo s finančnimi sredstvi in blagoslovi.